# Lux Film
La Lux Film è stata una delle più importanti case cinematografiche italiane.

## Storia
Fondata a Torino nel 1935, poi trasferita a Roma nel 1940, con l'incarico a Valentino Brosio di organizzatore generale e direttore delle produzioni. Faceva capo a Riccardo Gualino, attraverso il suo Procuratore Mario Palombi e l'Amministratore delegato Guido Maggiorino Gatti, che toccato da vicende finanziarie negative e divenuto inviso al Regime fascista, era interdetto dalle attività imprenditoriali. Tramite consociate francesi tuttavia Gualino continuò a interessarsi di affari e oltre a presiedere la società Rumianca intraprese attività nel campo cinematografico. 
Nel 1947 la società fu trasformata in S.p.A. con un capitale di Lit. 250.000.000, per arrivare a Lit. 1.200.000.000 nel 1952.
Negli anni a cavallo della seconda guerra mondiale e in quelli successivi (all'incirca dal 1939 al 1955) occupò un ruolo fondamentale nel campo della cinematografia italiana, producendo anche autentici capolavori, sia pure frammisti a produzioni commerciali.
Federico Fellini collaborò come sceneggiatore. Per un certo periodo Italo Calvino ha svolto il ruolo di capo-ufficio stampa della casa di produzione.
Con la Lux Film collaborarono, formandosi una esperienza fondamentale, due dei più famosi futuri produttori: Carlo Ponti e Dino De Laurentiis. In una fase successiva l'espressione "Prodotto da Ponti - De Laurentis per la Lux Film", "distribuito da Lux Film" divennero espressioni frequenti. Così ad esempio il film Europa '51 di Roberto Rossellini fu prodotto da "Ponti - De Laurentiis Cinematografica" e distribuito in Italia da "Lux Compagnie Cinématographique de France".

## L'attività

### Film

#### Produzioni
La produzione complessiva è indicata in cento film di cui la metà insieme alla consociata "Lux Compagnie Cinématographique de France":
- Giorno di nozze, regia di Raffaello Matarazzo (1942)
- Le miserie del signor Travet, regia di Mario Soldati (1945)
- Abbasso la ricchezza!, regia di Gennaro Righelli (1946)
- Senza pietà, regia di Alberto Lattuada (1948)
- Gioventù perduta, regia di Pietro Germi (1948)
- Proibito rubare, regia di Luigi Comencini (1948)
- Molti sogni per le strade, regia di Mario Camerini (1948)
- Non c'è pace tra gli ulivi, regia di Giuseppe De Santis (1950)
- Quel bandito sono io (Her Favorite Husband), regia di Mario Soldati (1950)
- Anna, regia di Alberto Lattuada (1951)
- Ultimo incontro di Gianni Franciolini (1951)
- Il brigante di Tacca del Lupo, regia di Pietro Germi (1952)
- Senso, regia di Luchino Visconti (1954)
- Teodora, regia di Riccardo Freda (1954)
- La bella di Roma,regia di Luigi Comencini (1955)
- Siamo uomini o caporali, regia di Camillo Mastrocinque (1955)
- Le ragazze di San Frediano, regia di Valerio Zurlini (1955)
- Morgan il pirata, regia di André De Toth e Primo Zeglio (1960)
- Le meraviglie di Aladino, regia di Henry Levin e Mario Bava (1961)
- Akiko, regia di Luigi Filippo D'Amico (1961)
- La città prigioniera, regia di Joseph Anthony (1962)
- Dinamite Jim, regia di Alfonso Balcázar (1966)
- Clint il solitario (Clint el solitario), regia di Alfonso Balcázar (1967)

#### Distribuzioni
- Abbasso la miseria!, regia di Gennaro Righelli (1945)
- Proibito rubare, regia di Luigi Comencini (1948)
- Ultimo incontro, regia di Gianni Franciolini (1951)
- I tre corsari, regia di Mario Soldati (1952)
- Melodie immortali, regia di Giacomo Gentilomo (1952)
- Bravissimo, regia di Luigi Filippo D'Amico (1955)
- Destinazione Piovarolo, regia di Domenico Paolella (1955)
- Ultimatum alla vita, regia di Renato Polselli (1962)
- La voglia matta, regia di Luciano Salce (1962)

### Documentari
Tra i documentari si segnalano quelli realizzati da:
- Luigi Comencini
- Luciano Emmer
- Michelangelo Antonioni
- Valerio Zurlini
- Pietro Francisci
- Virgilio Marchi
- Armando Roncaglia